# Геранієцвіті
Геранієцвіті (Geraniales) — порядок квіткових рослин підкласу розиди (Rosids). Геранієцвіті поширені переважно у західній півкулі, особливо у гірських районах Центральної та Південної Америк.

## Опис
Це переважно трави, іноді чагарники, рідко навіть невеликі дерева. Листки чергові, рідше супротивні, звичайно складні або розсічені чи більш або менш глибоколопатеві, з прилистками чи без них. Квітки зібрані у цимозні суцвіття, маточково-тичинкові, рідко маточкові і тичинкові, актиноморфні або злегка зигоморфні (рід Pelargonium), з подвійною оцвітиною. Чашолистків п'ять, рідко чотири, в одній родині вісім, вільних або рідко злегка зрослих при основі, інколи пелюстки відсутні. Тичинок десять у двох більш-менш виражених колах, рідко тичинок 15 у трьох колах, нитки зрослися біля основи. Нерідко є нектарні залозки. Гінецей ценокарпний, з 5 (інколи 2-8) капел, із стилодіями, звичайно зрослими у простий стовпчик. Зав'язь верхня, з одним, двома або кількома насінними зачатками у кожному гнізді. Плоди різного типу.

## Класифікація
У системі класифікації APG IV (2016) порядок складається з двох родин:
- Геранієві
- Francoaceae